# Гагаринское (Карагандинская область)
Гага́ринское (каз. Гагаринское) — село в Бухар-Жырауском районе Карагандинской области Казахстана, административный центр Гагаринского сельского округа. 

## География
Населённый пункт расположен на северо-западе района, на берегу реки Нура, в 96 километрах (по автодороге) к западу от районного центра посёлка Ботакара, в 54 километрах к северо-западу от областного центра города Караганда. Соседние населённые пункты: Урожайное в 2,5 километрах к западу, Садовое в 2,7 километрах к востоку, Самарканд в 2,7 километрах к югу. Транспортное сообщение осуществляется автомобильной дорогой областного значения КМ-20 	
«Темиртау—Садовое—Гагаринское км 0-8». Абсолютная высота центра населённого пункта — 479 метров над уровнем моря.

## Население
| Численность населения | Численность населения | Численность населения | Численность населения |
| 1989                  | 1999                  | 2009                  | 2021                  |
| --------------------- | --------------------- | --------------------- | --------------------- |
| 253                   | ↗730                  | ↗758                  | ↘651                  |

национальный состав
Процентное соотношение численно-преобладающих национальностей села согласно переписи населения 1989 года:
| Национальность | Процентное соотношение |
| -------------- | ---------------------- |
| немцы          | 47 %                   |
| русские        | 38 %                   |
| другие         | 15 %                   |